# Suga Mama
"Suga Mama" là một bài hát của nữ ca sĩ người Hoa Kỳ Beyoncé Knowles cho album phòng thu thứ hai của cô, B'Day (2006). Bài hát được viết bởi Knowles, Rich Harrison, và Makeba Riddick sản xuất bởi Harrison và Knowles. "Suga Mama" là một bản funk và rock theo xu hướng những năm 70. Mang giai điệu của R&B và soul, "Suga Mama" được xây dựng trên nền tảng nhạc hip hop, tiếng beat của nhạc jazz, và một đoạn nhạc mẫu từ bài hát của Jake Wade and the Soul Searchers "Searching for Soul", được viết bởi Chuck Middleton. Về ca từ, bài hát nói về nhân vật nữ chính - một người phụ nữ - sẵn sàng trả một số tiền lớn để giữ cho mình một tình yêu lãng mạn.
"Suga Mama" đã thường được đón nhận bởi các nhà phê bình âm nhạc, người đã ghi nhận nó như là một trong những điểm nổi bật từ  B'Day  và khen ngợi sản xuất của Harrison. Tuy nhiên, đã có một số lời chỉ trích về sự hạn chế của giọng Knowles trong bài hát. Mặc dù không được phát hành như một đĩa đơn, "Suga Mama" vẫn có một video âm nhạc được quay trong nền đen và trắng, và đạo diễn bởi Melina Matsoukas và Knowles, cho album video B'Day Anthology Video Album. Nó được phát hành giới hạn trong một số kênh truyền hình âm nhạc của Anh. "Suga Mama" đã được thêm vào danh sách biểu diễn cho tour lưu diễn thế giới của Knowles, The Beyoncé Experience Live (2007).

## Thu âm
Knowles đã gọi Harrison là một trong năm người đồng sản xuất với cô trong B'Day, và cô sắp xếp cho anh ấy, Sean Garrett và Rodney Jerkins để được phòng riêng tại Sony Music Studios tại thành phố New York. Knowles cho biết cô chủ động tạo ra sự "cạnh tranh lành mạnh" giữa các nhà sản xuất bằng cách đi vào từng phòng của họ và cho ý kiến về các "nhịp beat tuyệt vời" mà những người khác đã tạo ra. Cô ấy và Harrison đã từng hợp tác với nhau lần đầu tiên trong bản hit năm 2003 của cô "Crazy in Love", bài hát mà có một đoạn nhạc mẫu soul được dùng trong "Suga Mama". Fox News nói rằng "Suga Mama" và "Freakum Dress" (một bài hát nữa được sản xuất bởi Harrison trong B'Day) "thiếu tính độc đáo nhưng bắt chước các Chi Lites  [sic] phần bộ gõ [của" Crazy in Love "] một lần nữa", và nói thêm, "Harrison giống như Indiana Jones của nhạc soul, liên tục lấy ra đá quý bị lãng quên trong quá khứ để lấy mẫu [...] Bạn không thể giúp đỡ, nhưng sẽ nghĩ rằng: Cảm ơn Chúa một người viết nhạc trong quá khứ mà có thể được thêm thắt từ bài nhạc đó vào một bài hát của hiên tại."

## Nhạc nền
"Suga Mama" là một bản R&B hiện đại và soul mang ảnh hưởng của nhạc funk và rock thịnh hành vào khoảng những năm 60 hay 70.. Nó cũng mang những yếu tố hạn chế của go-go thịnh hành những năm 80 và âm thanh cũng giống như cô ấy đang hát live hơn so với những bản thu âm trước đó của cô. Theo một tờ báo âm nhạc được phát hành bởi Hal Leonard Corporation, "Suga Mama" sử dụng tốc độ phổ biến trong âm nhạc với tiếng phím của G minor - 94 nhịp mỗi phút.
Giọng của Knowles trải dài từ nốt trầm của C4 tới nốt bổng của D5 giống như cô ấy hát trong một bản nhạc mang âm hưởng hip hop và nhịp beat của nhạc jazz. Nhạc cụ chính được sử dụng trong bài hát là guitar trầm. IGN Music chú thích rằng "Suga Mama" được xây dựng trên nền "rãnh guitar tĩnh", và Jody Rosen của Entertainment Weekly đã viết rằng bài hát bao gồm sự hỗn hợp của "sức mạnh vũ phu và sự rút ngắn từ ngữ một cách hoàn hảo"  Bài hát mang một đoạn nhạc mẫu từ một bài hát của Jake Wade and the Soul Searchers mang tên "Searching for Soul", được viết bởi Chuck Middleton.

## Chủ đề
"Suga Mama" có nhân vật nữ chính gửi lên các phím đàn việc cô hi sinh nhà và xe của cô, và thẻ tín dụng của mình chỉ để giữ người yêu của cô và giữ của mình yêu thương ở nhà, có lẽ vì thế mà anh có thể nghe bộ sưu tập các bản thu âm soul cũ của cô. Những giải thích trên được thể hiện trong các câu hát: "Thật tốt đến mức mà em sẽ làm bất cứ điều gì chỉ để giữ cho anh ở nhà... Nói cho em biết những gì anh muốn em mua, em đang chờ đợi kế toán của em trên điện thoại... " Người phụ nữ cũng nhìn thấy người đàn ông như một đối tượng quan hệ tình dục, yêu cầu anh ngồi trên đùi của cô và "cởi nó ra trong khi tôi xem bạn thực hiện" Một tác giả của USA Today đã so sánh "Suga Mama" với bài hát năm 1999 "Bills, Bills, Bills" của Destiny's Child (mà Knowles đã từng làm một thành viên), viết rằng "Từ cần ai đó để trả hóa đơn tự động cho mình, [Knowles] bây giờ đang nhỏ giọt tiền mặt như một sự hài lòng và tìm kiếm 'Suga Mama'." Dave de Sylvi của Sputnikmusic lưu ý câu mà Knowles hát: "Tôi có thể giống như một chủ trại vui vẻ mà bạn nhận được từ các góc khung cửa" với cùng một cảm giác nghịch ngợm như Christina Aguilera với 'Candyman' (2007)." Mặt khác, Gail Mitchell của Billboard nói rằng sự sắp xếp ca từ trong bài hát rất giống cách làm của Tina Turner.
Bài hát có một bản phối lại mà cô hợp tác với rapper Consequence.

## Đánh giá chuyên môn
Jim DeRogatis của Chicago Sun-Times, người đã đánh giá B'Day không được tốt, viết rằng "Suga Mama" là "khoảnh khắc tuyệt vời nhất" trong album, và nó "nợ nhiều sự quyến rũ của mình từ Jake Wade và Searchers Soul". Cung như thế, Bernard Zuel của The Sydney Morning Herald đã viết rằng "Suga Mama" là một trong những "khoảnh khắc tuyệt vời nhất" từ B'Day: "... được sản xuất bởi một người chăm chỉ... nhạc funk của 'Suga Mama' chà đạp lên nhịp điệu 'máy móc' của 'Upgrade U' và sau đó gây phiền nhiễu giai điệu của 'Ring the Alarm'." Chris Richards của The Washington Post bình luận rằng Rich Harrison "trở lại với 'Suga Mama', biến một đoạn mẫu soul cổ điển thành một sự cứng rắn, xen lần với nhạc nhảy. Âm thanh của Beyonce như ở ngay tại nhà của cô ấy trong bài hát... Và trong khi nó không hoàn toàn che khuất "Crazy in Love", thì nó vẫn còn là "khoảnh khắc hay nhất" của 'B'Day'" Andy Kellman của Allmusic gọi "Suga Mama" là một bài hát "ngoạn mục" so với những bài hát khác. Eb Haynes của AllHipHop coi "Suga Mama" như một hiện thân của "một người phụ nữ mặc và mua $500 dao găm nhỏ." Dave de Sylvi của Sputnikmusic viết rằng Knowles is as "sweet and faux-innocent" as the 1960s soul stars in the song."ngọt ngào và giả vờ vô tội" như tâm hồn những năm 1960 trong bài hát Jody Rosen của Entertainment Weekly viết rằng những bài hát giống như "Suga Mama" đã được trình diễn bởi sự điêu luyện của Knowles và vẫn tiếp tục, "không có ai – không phải R. Kelly, không phải Usher, có thể nói gì về diva pop đối thủ của mình - có thể phù hợp với thiên tài của Beyonce để kéo lên dòng thanh nhạc của cô [...]".
Tuy vậy, ngược lại, IGN Music không đánh giá cao giọng của Knowles trong bài hát, viết rằng "bị chuyển qua các ca khúc cấp thấp với quá nhiều nghiêm túc, với giọng hát trong của cô. Nếu cô ấy mang một chất giọng khàn hơn một chút, cô ấy có thể sẽ phù hợp với những nhịp beat mà đã được cất lên trong bài hát"

## Video âm nhạc

Knowles đang cưỡi một con bò máy trong video.

Video âm nhạc chính thức cho "Suga Mama" được phát hành trên các kênh âm nhạc Anh vào tháng 4 năm 2007. Video được quay theo kiểu trắng đen và được đạo diễn bởi Melina Matsoukas cùng với Knowles cho album video B'Day Anthology Video Album, được phát hành cùng tháng đó; "Suga Mama" was one of eight videos shot in two weeks for the video album. Video bắt đầu với cảnh Knowles đang ngồi trên một chiếc ghế, mặc một bộ đồ cho nam và hút một điếu xì gà. Cô ấy đứng dậy và bắt đầu múa cột. Phần còn lại của video là cảnh Knowles nhảy múa trên đầu của một viên đường, nhảy múa với các vũ công - những người có khuôn mặt được che một phần, nằm trong một vòng tròn ánh sáng, và cưỡi một con bò máy. Knowles cho biết cô làm vậy có nghĩa là để "từ từ trở thành một người phụ nữ" trong video, và nói thêm "Vâng, một người phụ nữ quyến rũ hơn – Tôi luôn là một người phụ nữ."
Knowles luyện tập múa cột bằng cách sử dụng hai thanh ballet, khi chúng được thêm một cột treo phía trên đầu cô để tạo thành một vòng cung. Mặc dù cô ấy đến từ Texas, cô chưa bao giờ được ngồi trên một con bò cơ khí trước đây. Không có vấn đề trong quá trình làm việc, nhưng người điều khiển những con bò trong quá trình quay phim lập trình nó để đi nhanh hơn, khiến Knowles văng ra khi cô đã cố gắng để thực hiện thủ thuật như nâng chân cô lên, tựa lưng và xoay quanh. Để giảm thiểu thời gian Knowles chi cho các con bò máy, đạo diễn quay những cảnh ở mười hai khung hình mỗi giây (xem tỷ lệ khung hình) và Knowles đã hát hai lần một cách nhanh chóng, và cho đến khi 4:00   sáng là họ hoàn thành công việc.

## Biểu diễn trực tiếp

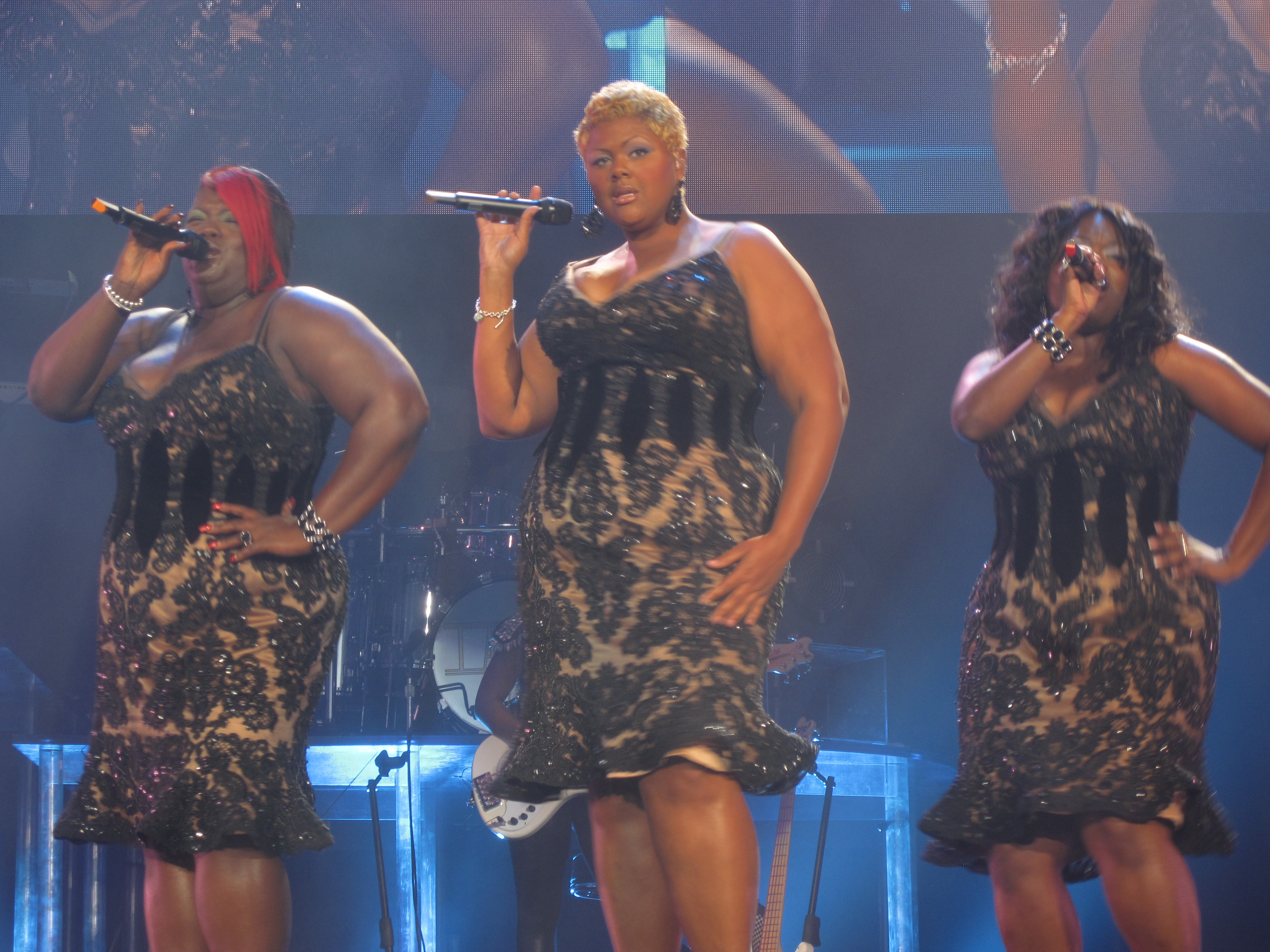
The Mamas hát bè cho Knowles trong I Am...World Tour

Mặc dù Knowles chưa từng biểu diễn "Suga Mama" trên bất kỳ chương trình truyền hình nào, nhưng bài hát đã nằm trong danh sách những bài hát được biểu diễn tại show diễn The Beyoncé Experience (2007) của cô. Tại Los Angeles, Knowles hát một đoạn của bài hát, mặc quần áo vàng, trượt mờ và vàng, quần ngắn lấp lánh. Nó được thực hiện mà không có vũ công phụ trợ, nhưng với nhạc nền trực tiếp và chỉ có các ca sĩ phụ diễn. "Suga Mama" còn nằm trong album trực tiếp của cô năm 2007 The Beyoncé Experience Live. Bill Friskics-Warren của The Tennessean "thậm chí còn quyến rũ hơn bản gốc và mang phong cách jazz hơn bản gốc".